# Пеце (Будинщина)
46°09′ пн. ш. 16°14′ сх. д. / 46.15° пн. ш. 16.23° сх. д.
Пеце (хорв. Pece) — населений пункт у Хорватії, у Крапинсько-Загорській жупанії у складі громади Будинщина.

## Населення
Населення за даними перепису 2011 року становило 296 осіб.
Динаміка чисельності населення поселення:

## Клімат
Середня річна температура становить 9,89 °C, середня максимальна – 23,71 °C, а середня мінімальна – -6,09 °C. Середня річна кількість опадів – 937 мм.
| Клімат поселення                              | Клімат поселення | Клімат поселення | Клімат поселення | Клімат поселення | Клімат поселення | Клімат поселення | Клімат поселення | Клімат поселення | Клімат поселення | Клімат поселення | Клімат поселення | Клімат поселення | Клімат поселення |
| Показник                                      | Січ.             | Лют.             | Бер.             | Квіт.            | Трав.            | Черв.            | Лип.             | Серп.            | Вер.             | Жовт.            | Лист.            | Груд.            |                  |
| Середній максимум, °C                         | 5,58             | 7,41             | 11,63            | 15,72            | 20,63            | 23,71            | 23,32            | 22,79            | 18,85            | 13,79            | 8,23             | 4,28             |                  |
| Середня температура, °C                       | −0,25            | 1,59             | 5,79             | 9,90             | 14,81            | 17,87            | 19,60            | 19,06            | 15,14            | 10,08            | 4,51             | 0,56             |                  |
| Середній мінімум, °C                          | −6,09            | −4,24            | −0,05            | 4,07             | 8,98             | 12,05            | 15,88            | 15,35            | 11,41            | 6,35             | 0,80             | −3,15            |                  |
| Норма опадів, мм                              | 47               | 49               | 63               | 73               | 79               | 108              | 92               | 95               | 89               | 88               | 88               | 66               |                  |
| Середньомісячна швидкість вітру, м/с          | 1.96             | 2.16             | 2.53             | 2.49             | 2.34             | 2.09             | 2.01             | 1.84             | 1.86             | 1.94             | 2.05             | 2.04             |                  |
| Середньомісячна сонячна радіація, кДж/м²·день | 4052             | 6804             | 10518            | 14864            | 18984            | 20734            | 21556            | 18697            | 13891            | 8716             | 4566             | 3268             |                  |
| --------------------------------------------- | ---------------- | ---------------- | ---------------- | ---------------- | ---------------- | ---------------- | ---------------- | ---------------- | ---------------- | ---------------- | ---------------- | ---------------- | ---------------- |
| Джерело:                                      |                  |                  |                  |                  |                  |                  |                  |                  |                  |                  |                  |                  |                  |